# Andora na Svjetskom prvenstvu u atletici 2015.
Andora se, kao članica IAAF-a, natjecala na Svjetskom prvenstvu u atletici 2015. u Pekingu, od 22. do 30. kolovoza 2015., s jednim predstavnikom - Claudiom Guri Moreno, skakačicom u dalj.

## Rezultati

### Žene

#### Skakačke discipline
| Atletičar           | Disciplina  | Kvalifikacije | Kvalifikacije | Završnica | Završnica |
| Atletičar           | Disciplina  | Daljina       | Plasman       | Daljina   | Plasman   |
| ------------------- | ----------- | ------------- | ------------- | --------- | --------- |
| Claudia Guri Moreno | Skok u dalj | 5,59          | 31.           | DNA       | DNA       |

- DNA - nije se kvalificirala